# Bruchwasserläufer

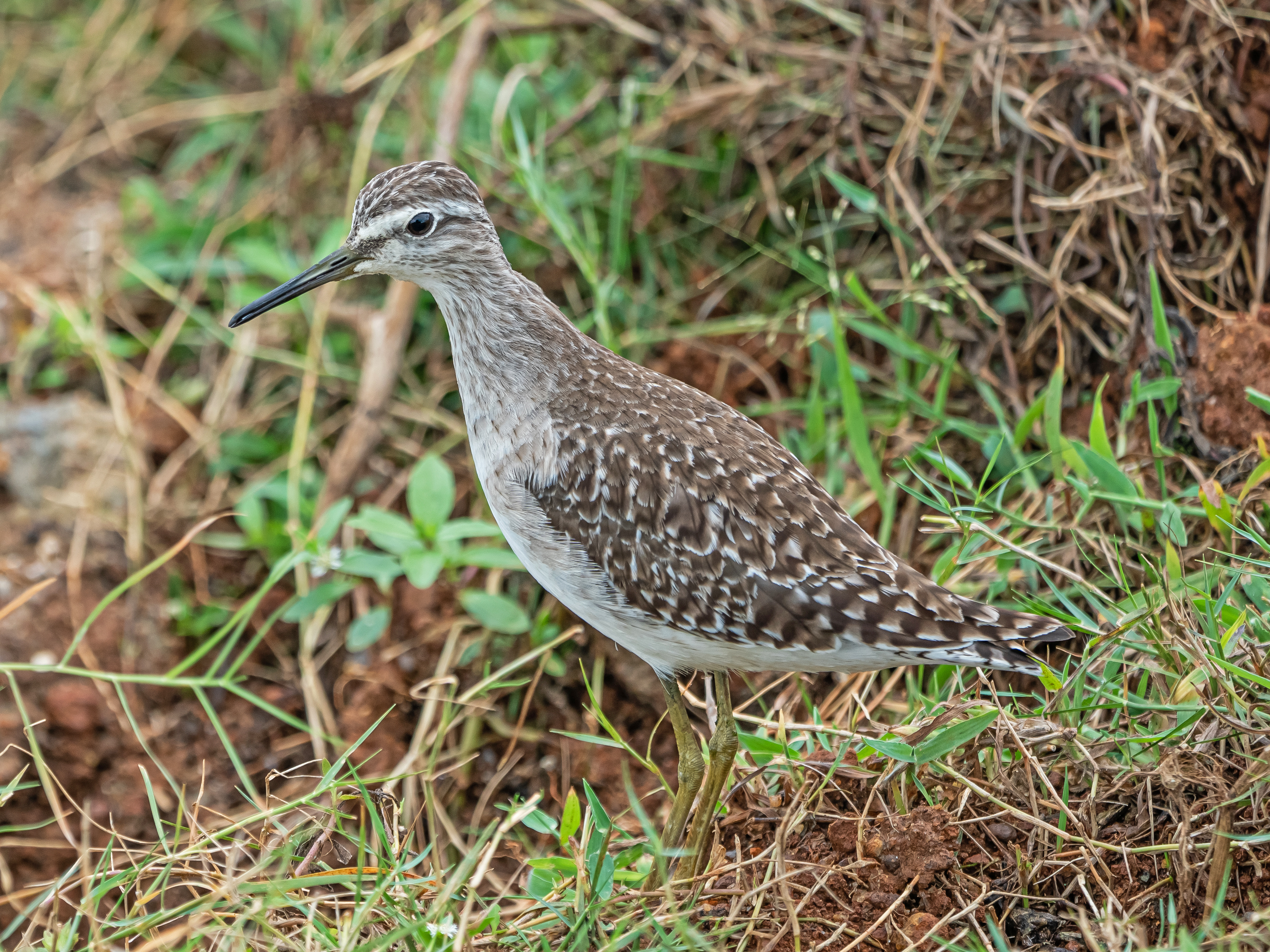
Bruchwasserläufer im Schlichtkleid (Nationalpark Bundala, Sri Lanka)

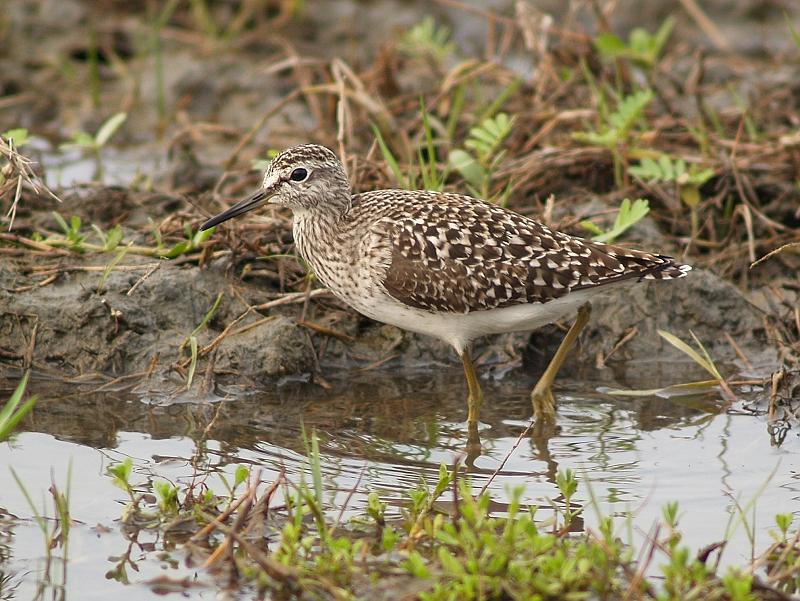
Bruchwasserläufer im Prachtkleid

Der Bruchwasserläufer (Tringa glareola) ist ein eurasischer Vogel aus der Familie der Schnepfenvögel (Scolopacidae). Er ist ein Brutvogel der gemäßigten und borealen bis subarktischen Tundrenzone. In Mitteleuropa ist er ein sehr seltener, nur lokal vorkommender Brut- und Sommervogel. Die Rote Liste der Brutvögel Deutschlands von 2020 führt die Art in der Kategorie 1 als vom Aussterben bedroht. Recht häufig und regelmäßig ist er aber während der Zugzeiten als Durchzügler und Rastvogel zu beobachten.

## Erscheinungsbild
Der 19–21 Zentimeter lange und 50–90 Gramm schwere Bruchwasserläufer hat eine Flügelspannweite von 36 bis 40 Zentimeter. Der Bruchwasserläufer ist damit knapp starengroß. Er weist große Ähnlichkeit zum Waldwasserläufer auf, letzterer ist jedoch in seinem Erscheinungsbild insgesamt dunkler, eher schwarzgrau als graubraun gefärbt. Bei Beobachtungen im Freiland oder auf Fotos nutzt dieser Unterschied mitunter wenig, weil dort die Lichtverhältnisse und die Farben der Umgebung den optischen Eindruck stark beeinflussen. Recht eindeutig ist dieser Färbungsunterschied jedoch im Flug, wo die Flügelunterseite des Bruchwasserläufers hell graubraun, die des Waldwasserläufers aber fast schwarz ist. Zwei besonders nützliche Unterscheidungsmerkmale bei nicht fliegenden Vögeln sind der helle Überaugenstreif und die Brustfärbung. Der Überaugenstreif läuft beim Bruchwasserläufer noch weit hinter dem Auge entlang bis zum Nacken, beim Waldwasserläufer endet er aber über dem Auge oder knapp hinter ihm. Die dunkle Brustfärbung geht beim Bruchwasserläufer allmählich in die weiße Bauchfärbung über, beim Waldwasserläufer ist dort zumeist eine gut erkennbare Grenze. Die grünen Beine des Bruchwasserläufer sind außerdem heller, beim Waldwasserläufer wirken diese mitunter schwärzlich.
Während sich Bruchwasserläufer oft eher ruhig und gemächlich bewegen und man sich zum Beispiel einzelnen durchziehenden Exemplaren mitunter auf wenige Meter nähern kann, sind Waldwasserläufer zumeist auffallend hektisch und ausgesprochen menschenscheu. Der Waldwasserläufer zeigt sowohl in Bewegung als auch ruhend eine mehr geduckte Körperhaltung.
Zu den weiteren europäische Schnepfenvögeln, mit denen man den Bruchwasserläufer verwechseln könnte, gehört der Flussuferläufer, der jedoch deutlich kurzbeiniger und sandbraun gefärbt ist. Außerdem hat dieser immer eine sehr geduckte Körperhaltung und im Flug zeigt sich ein weißer Längsstreifen auf den Flügeln. Der Grünschenkel ist erheblich größer, hat einen besonders langen, leicht aufgeworfenen Schnabel und im Flug wird ein langer weißer Bürzelkeil sichtbar, der bis auf den Rücken reicht. Letzteres hat auch der vereinzelt in Mitteleuropa durchziehende, etwas kleinere Teichwasserläufer, der im Vergleich mit dem Bruchwasserläufer aber immer noch deutlich größer und auffallend schlank und langbeinig ist. Ein sehr seltener Irrgast in Europa ist der nordamerikanische Kleine Gelbschenkel, seine Beine sind jedoch länger und kräftig gelb, während sie beim Bruchwasserläufer allenfalls gelblichgrün sind. Weibliche und junge Kampfläufer sowie die Männchen im Schlichtkleid haben nur einen diffus gezeichneten Überaugenstreif, eine insgesamt gar nicht oder nur unsauber gemusterte Braunfärbung an Hals und Brust, sind größer und haben eine mehr aufrechte statt waagerechte Körperhaltung.
Im Flug ruft der Bruchwasserläufer giff -giff -giff. Der Alarmruf ist ein wiederholtes gip-gip-gip.

## Vorkommen
Das Brutareal des Bruchwasserläufer erstreckt sich von Schottland und Norwegen bis nach Ostsibirien, Kamtschatka und den Pribylow-Inseln. Der Bruchwasserläufer ist überwiegend ein Langstreckenzieher. Seine Winterquartiere finden sich in den Tropen bis Subtropen der Südhalbkugel. In der westlichen Paläarktis verläuft die Nordgrenze des Winterquartiers entlang der Südküste des Mittelmeers und dem Süden Vorderasiens. Sie ziehen als Breitfrontzieher über Mitteleuropa und Westeuropa in südsüdwestlicher Richtung. Wichtige Rastplätze auf diesem Zug finden sich am Nordrand des Mittelmeers beispielsweise in der Po-Ebene und in der Camargue, wo bis zu 50.000 Individuen beobachtet werden können. Ziehende Vögel sind auch im Ebrodelta zu beobachten. Wetlands International identifiziert als bedeutende Rast-, Überwinterungsquartiere sowie Brutareale sechs europäische Gebiete. Davon liegen vier in Finnland, wobei nur die Feuchtgebiete der Provinz Oulu als Rastplatz während des Zuges eine Bedeutung haben. Bei den übrigen handelt es sich um Gebiete mit einer hohen Dichte an Brutvögeln. Zwei weitere bedeutende Rastplätze liegen in Griechenland und Schweden (Flussmündung des Ume älv).
Der Bruchwasserläufer brütet bevorzugt in Hochmooren mit einem geringen Baumbestand sowie an offenem Wasser und in Sümpfen der Taiga und Tundren. Weiter im Osten seines Verbreitungsgebietes ist er auch in dichteren Baumbeständen in Gewässernähe zu beobachten. Auf dem Durchzug und im Winterquartier ist der Bruchwasserläufer sehr viel anpassungsfähiger, er bevorzugt jedoch Süßgewässer. Zu beobachten ist er unter anderem in nahrungsreichen Flachwasserzonen, auf Schlammflächen und überschwemmten Wiesen und an Altwasserarmen von Flüssen.

## Verhalten
Bruchwasserläufer sind tagaktiv, allerdings ziehen sie häufig nachts. Dank seiner relativ langen Zehen kann er auch auf schwimmenden Algenrasen sowie Schwimmblättern von Wasserpflanzen laufen. Während der Brutzeit ist der Bruchwasserläufer territorial. Ein Singflug dient der Reviermarkierung und besteht aus flötenden Rufen. Der Bruchwasserläufer kann 9–11 Jahre alt werden.

## Fortpflanzung

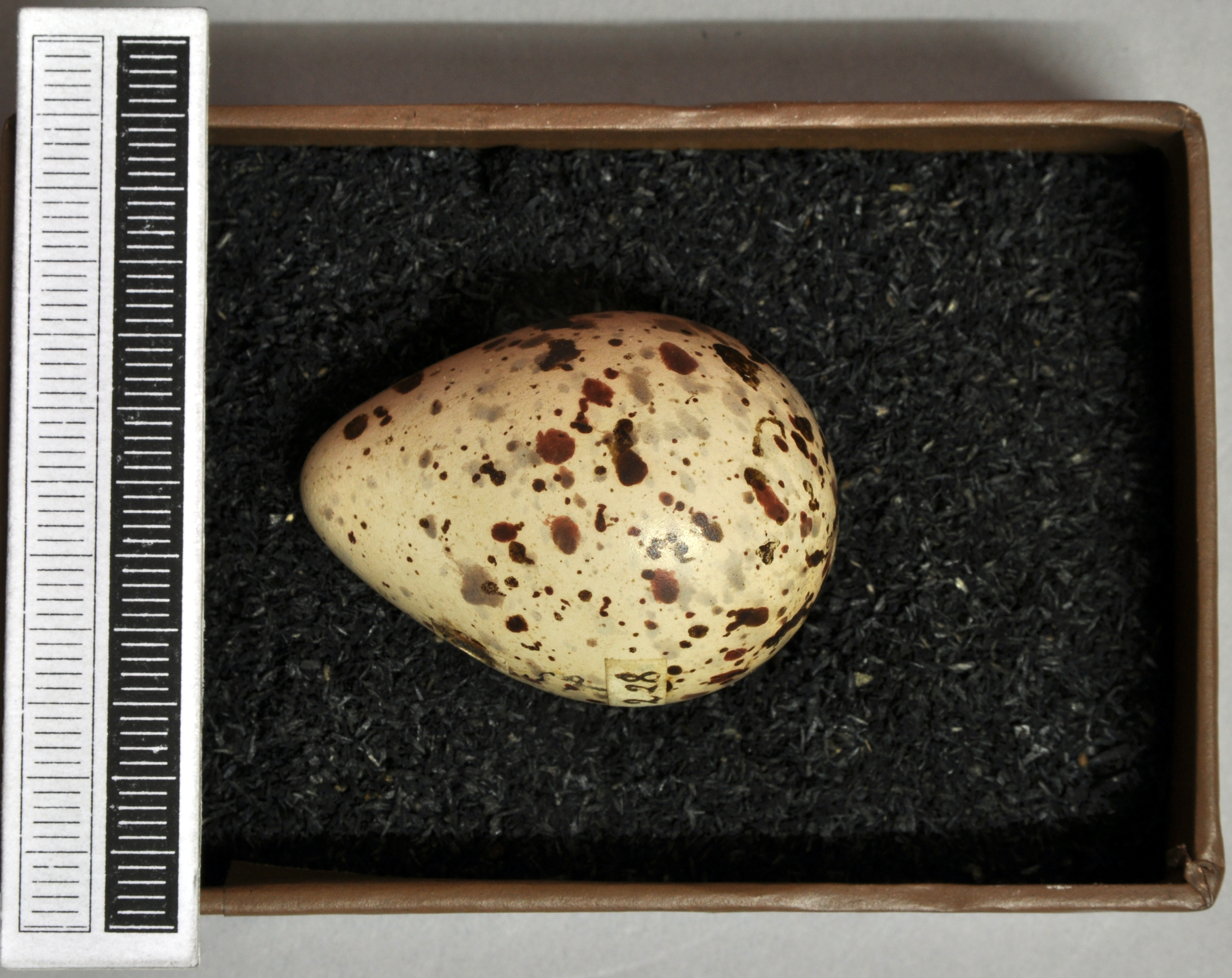
Ei eines Bruchwasserläufers, Sammlung Museum Wiesbaden

Bruchwasserläufer errichten ihr Nest gewöhnlich am Boden gut in Vegetation versteckt. In Fennoskandinavien und in Russland nutzen Bruchwasserläufer ähnlich wie Waldwasserläufer auch Baumnester von Drosseln und anderen Singvögeln. Bodennester sind Mulden, die mit Material aus der Umgebung ausgekleidet werden. Der Legebeginn in Mitteleuropa ist frühestens Ende April, gewöhnlich aber Anfang Mai. In Fennoskandinavien brütende Bruchwasserläufer beginnen mit der Eiablage in der Regel nicht vor Mitte Mai. Die Hauptlegezeit ist hier Anfang Juni. Das Gelege umfasst vier Eier. Diese sind kreiselförmig und haben eine hellbräunliche bis grünliche Grundfarbe und dunkel- bis rotbraune Flecken. Die Brutdauer beträgt 22 bis 23 Tage, beide Elternvögel brüten. Die Jungvögel sind mit 28 bis 30 Tagen flugfähig.

## Bestand

### Aktueller Bestand und Bestandsentwicklung
Der europäische Gesamtbestand wird auf 350.000 bis 1.200.000 Brutpaare geschätzt. Davon brüten zwischen 75.000 und 750.000 Brutpaare im europäischen Teil Russlands und zwischen 270.000 und 440.000 Brutpaare in Fennoskandinavien. In Mitteleuropa ist die Art nur noch in Polen als Brutvogel vertreten. Dort brüten drei bis fünf Brutpaare. Durch Moorzerstörung ist diese Art in Mitteleuropa bis auf die wenigen Brutpaare in Polen verschwunden und auch in Skandinavien ist der Bestand zurückgegangen. Sie ist in Anhang I der EU-Vogelschutzrichtlinie (RL 79/409/EWG) gelistet, so dass zu ihrem Schutz Vogelschutzgebiete auszuweisen sind.
Bruchwasserläufer waren noch bis ins 19. Jahrhundert regelmäßige Brutvögel in den Tiefebenen in Nord-Mitteleuropa. Das mitteleuropäische Brutareal reichte von den Niederlanden bis nach Polen. Durch Lebensraumverluste ab der zweiten Hälfte des 19. Jahrhunderts kam es zu einem deutlichen Rückgang der Populationszahlen und Gebietsaufgaben. So war der Bruchwasserläufer als Brutvogel bereits im 19. Jahrhundert aus Mecklenburg-Vorpommern verschwunden. Ab den 1960er Jahren brachen auch die letzten Restpopulationen in Mitteleuropa zusammen. So gingen die Brutbestände in Schleswig-Holstein von 47 Brutpaaren im Jahre 1968 auf fünf Brutpaare im Jahre 1979 zurück. Ursache des Bestandsrückgangs in Mitteleuropa ist eine Zerstörung der Hochmoore durch Entwässerung, industrieller Torfabbau und die Aufforstung von Mooren. Ähnlich wie beim Goldregenpfeifer wird davon ausgegangen, dass auch klimatische Ursachen für den großräumigen Arealverlust verantwortlich sind.

### Bestandsprognosen
Der Bruchwasserläufer gilt wie viele andere Schnepfenvögel auch als eine der Arten, die vom Klimawandel besonders betroffen sein könnten. Ein Forschungsteam, das im Auftrag der britischen Umweltbehörde und der Royal Society for the Protection of Birds die zukünftige Verbreitungsentwicklung von europäischen Brutvögeln auf Basis von hypothetischen Klimamodellen untersuchte, geht davon aus, dass bis zum Ende des 21. Jahrhunderts das Verbreitungsgebiet des Bruchwasserläufers erheblich schrumpfen und sich nach Norden verschieben wird. Südlich des 63. Breitengrades würde der Bruchwasserläufer nach diesen Prognosen nur noch in Norwegen und im Ural brüten. Die wenigen aktuellen mitteleuropäischen Brutareale würden dementsprechend erlöschen. Neue potentielle Verbreitungsgebiete könnten auf Nowaja Semlja und auf Spitzbergen entstehen, jedoch die Arealverluste im Süden nicht ausgleichen.

## Belege

### Einzelbelege
1. ↑  Torsten Ryslavy, Hans-Günther Bauer, Bettina Gerlach, Ommo Hüppop, Jasmina Stahmer, Peter Südbeck & Christoph Sudfeldt: Rote Liste der Brutvögel Deutschlands, 6. Fassung. In: Deutscher Rat für Vogelschutz (Hrsg.): Berichte zum Vogelschutz. Band 57, 30. September 2020.
2. ↑  Bauer et al., S. 512.
3. ↑  Delany et al., S. 342.
4. ↑  Bauer et al., S: 513
5. ↑  Bauer et al., S. 514.
6. ↑  Bauer et al., S. 512.
7. ↑  Bauer et al., S. 512 und S. 513.
8. ↑  Bauer et al., S. 513.
9. ↑  Brian Huntley, Rhys E. Green, Yvonne C. Collingham, Stephen G. Willis: A Climatic Atlas of European Breeding Birds, Durham University, The RSPB and Lynx Editions, Barcelona 2007, ISBN 978-84-96553-14-9, S. yy